# Jan Lagermand Lundme
Jan Lagermand Lundme (født 21. januar 1969) er underholdningschef på DR1. Han blev kendt i slutningen af 1980'erne som studievært for ungdoms-tv-programmet Zig-Zag. Senere blev han vært for programmet Børne1eren.
Siden arbejdede han bag skærmen som tilrettelægger, udvikler og redaktionschef. I april 2007 blev han udnævnt til programchef i Metronome Productions.
I januar 2008 vendte han tilbage til DR som underholdningsredaktør, hvor han bl.a. stod bag X Factor. Efter den danske sejr ved det internationale Melodi Grand Prix stod han i spidsen for afholdelsen af Eurovision Song Contest 2014 med titlen Head of Show.
Han er gift med forfatter Tomas Lagermand Lundme.